# هايمان هيرمان
هايمان هيرمان (بالإنجليزية: Hyman Herman)‏ هو جيولوجي أسترالي، ولد في 16 أغسطس 1875 في بنديجو في أستراليا، وتوفي في 7 يونيو 1962 في ملبورن في أستراليا.